# Sangtraït (lesió)

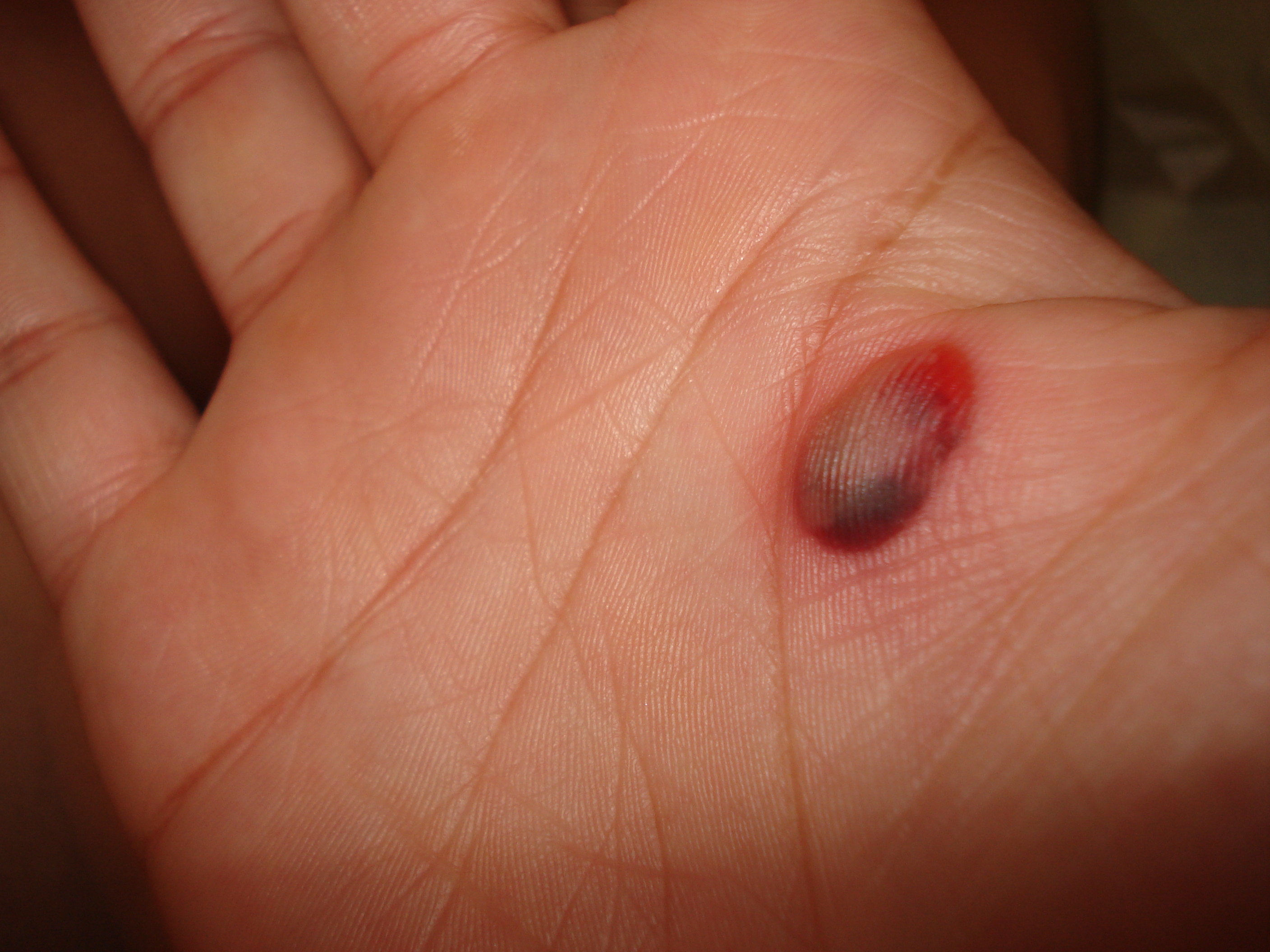
En el palmell de la mà dreta

Un sangtraït o una mostela és un tipus de butllofa que es forma quan els teixits subdèrmics i els vasos sanguinis es fan malbé sense perforar la pell. Consisteix en una equimosi o extravasació de sang, ço és una petita acumulació de sang que resta atrapada sota la pell, generalment a conseqüència d’una pessigada. En cas de punxada, en sortirà un líquid fosc. De vegades es tallen els líquids de la resta del cos i s'assequen, deixant enrere material de cèl·lules mortes dins la butllofa amb una textura com la de la massilla. En produir-se els sangtraïts solen ser extremadament dolorosos a causa del cop que ha produït la butllofa.
Un sangprès és una ferida o contusió que conté sang coagulada.
També hi ha aneurismes similars als sangtraïts, ja que se sap que es troben a l'artèria caròtida interna supraclinoide i se'ls ha reconegut que presenten característiques patològiques i clíniques úniques.

## Causes
Els sangtraïts són generalment causats per accidents sense equips de protecció en què una eina, un mecanisme o un pes pesat pessiga la pell. També poden originar-se pel contacte forçat d'un humà, inclòs una baralla.
També es poden produir amb la fricció constant de la pell contra una superfície causada per fregaments. A causa d'això, els pitchers de beisbol, els remers i els bateries solen contraure sangtraïts als dits i als palmells. També es formen com a conseqüència de la congelació.
Els sangtraïts també poden aparèixer a la boca per diversos motius, incloent efectes secundaris a certs medicaments, deficiències nutricionals i lesions bucals.

## Tractament
Hi ha diversos mètodes per a curar els sangtraïts, incloent l'elevació de la ferida combinada amb l'aplicació d'un compressiu fred, i l'aplicació d'apòsits o fèrules.